# Ash Ra Tempel (album)
Ash Ra Tempel – eponimiczny, debiutancki album studyjny niemieckiego zespołu krautrockowego Ash Ra Tempel, wydany w 1971 roku nakładem wytwórni fonograficznej Ohr.

## Lista utworów
Opracowano na podstawie materiału źródłowego.
Wydanie LP:
Strona A:
| Nr | Tytuł utworu | Długość |
| -- | ------------ | ------- |
| 1. | „Amboss”     | 19:40   |
|    |              | 19:40   |

Strona B:
| Nr | Tytuł utworu    | Długość |
| -- | --------------- | ------- |
| 1. | „Traummaschine” | 24:59   |
|    |                 | 24:59   |

## Twórcy
Opracowano na podstawie materiału źródłowego.
Muzycy:
- Hartmut Enke – gitara basowa
- Manuel Göttsching – gitara, elektronika, śpiew
- Klaus Schulze – perkusja, instrumenty perkusyjne, elektronika

Produkcja:
- James McRiff – produkcja muzyczna
- Conny Plank – inżynieria dźwięku
- Bernhard Bendig – oprawa graficzna